# Michael Schramm (Musiker)
Michael Schramm (* 15. September 1953 in Stuttgart) ist ein deutscher Dirigent, Musikwissenschaftler und Offizier.

## Leben
Michael Schramm studierte nach seiner Wehrpflichtzeit beim Heeresmusikkorps 9 Kirchenmusik an der Hochschule für Musik und Darstellende Kunst Stuttgart sowie Dirigieren an der Robert Schumann Hochschule Düsseldorf. Während seiner Studienzeit entschied er sich für den Wiedereintritt in die Bundeswehr und wurde zweiter Musikoffizier beim Heeresmusikkorps 4 in Regensburg. Anschließend war er in selber Position beim damaligen Stabsmusikkorps der Bundeswehr in Siegburg tätig, bis er 1985 die Leitung des Heeresmusikkorps 6 in Hamburg übernahm. Im Jahr 1991 wechselte er nach Hilden zum Ausbildungsmusikkorps der Bundeswehr. Außerdem studierte er erneut: Musikwissenschaft, Sprachwissenschaft und Medienwissenschaften. Das Studium beendete er 1997 mit seiner Promotion über „Otto Jahns Musikästhetik und Musikkritik“.
1995 kehrte Schramm zum Stabsmusikkorps zurück, das er von da an bis Oktober 2001 leitete. Anschließend war er Leiter des Militärmusikdienstes und des Zentrums Militärmusik der Bundeswehr. Dort wurde er im Februar 2016 pensioniert.
Michael Schramm ist verheiratet und hat drei Kinder.